# Райкович, Предраг
Пре́драг Ра́йкович (серб. Предраг Рајковић; род. 31 октября 1995, Неготин, Борский округ) — сербский футболист, вратарь саудовского клуба «Аль-Иттихад» и национальной сборной Сербии. Участник чемпионата Европы 2024. Победитель юношеского чемпионата Европы 2013 года и молодёжного чемпионата мира 2015 года.

## Клубная карьера
Предраг начал заниматься футболом в семилетнем возрасте в клубе «Хайдук» из своего родного города, Неготина. Его первым тренером был его отец Саша, который также был вратарём и играл за взрослую команду «Хайдука». В 2009 году Райкович перешёл в молодёжную команду «Ягодины», где провёл четыре года.
9 марта 2013 года Предраг дебютировал в основном составе «Ягодины» в матче против белградского «Партизана». В 2013 году вместе с командой стал обладателем Кубка Сербии, не проведя при этом ни одной игры на турнире.
В августе 2013 года подписал четырёхлетний контракт с клубом «Црвена Звезда».
29 августа 2015 года Райкович перешёл в израильский клуб «Маккаби» Тель-Авив за 3 млн евро. Он заключил с клубом контракт на пять лет с зарплатой 400 тыс. евро в год.
22 июня 2019 года Райкович заключил четырёхлетний контракт с французским клубом «Реймс». За него было заплачено около 3 млн евро. Игроком также интересовались «Монако», «Ренн» и «Севилья».

## Карьера в сборной
Предраг выступал за юношеские сборные Сербии до 16 и до 17 лет. В 2013 году Райкович был основным голкипером сборной Сербии до 19 лет на юношеском чемпионате Европы в Литве. Предраг провёл четыре матча на турнире, пропустил три гола. Особенно ярко он проявил себя в полуфинальном матче со сборной Португалии, в котором надёжно защищал свои ворота в основное время и отразил два удара в послематчевой серии пенальти. Его сборная вышла в финал, где добилась победы над сборной Франции.
В мае 2013 года тренер сборной Сербии Синиша Михайлович пригласил 17-летнего Райковича на сборы с национальной командой. Дебют Предрага в сборной состоялся вскоре после выступлений на юношеском чемпионате Европы, 14 августа 2013 года. В концовке товарищеского матча со сборной Колумбии он заменил в воротах Дамира Кахримана.
На чемпионате мира по футболу среди молодёжных команд 2015 года Райкович был основным вратарём сборной до 20 лет. Сербия вышла в финал и одолела там сборную Бразилии в овертайме, став впервые в своей истории чемпионом мира в этой категории. Райкович был капитаном своей сборной, а также получил приз лучшему вратарю турнира.
Райкович был включён в заявку сборной Сербии на чемпионат мира 2018 года. На турнире он был запасным вратарём и участия в матчах не принимал.

## Личная жизнь
В августе 2018 года Предраг Райкович женился на фотомодели Ане Чакич. Шафером на свадьбе был его партнёр по сборной Сербии Саша Зделар. В июле 2019 года у пары родился сын Реля.

## Статистика

### Клубная статистика
| Выступление         | Выступление      | Выступление      | Лига | Лига | Кубки | Кубки | Континент | Континент | Итого | Итого |
| Клуб                | Лига             | Сезон            | Игры | Голы | Игры  | Голы  | Игры      | Голы      | Игры  | Голы  |
| ------------------- | ---------------- | ---------------- | ---- | ---- | ----- | ----- | --------- | --------- | ----- | ----- |
| Ягодина             | I                | 2012/13          | 2    | 0    | 0     | 0     | 0         | 0         | 2     | 0     |
| Ягодина             | I                | 2013/14          | 2    | 0    | 0     | 0     | 0         | 0         | 2     | 0     |
| Ягодина             | Итого            | Итого            | 4    | 0    | 0     | 0     | 0         | 0         | 4     | 0     |
| Црвена Звезда       | I                | 2013/14          | 1    | 0    | 0     | 0     | 0         | 0         | 1     | 0     |
| Црвена Звезда       | I                | 2014/15          | 28   | 0    | 0     | 0     | 0         | 0         | 28    | 0     |
| Црвена Звезда       | I                | 2015/16          | 6    | 0    | 0     | 0     | 2         | 0         | 8     | 0     |
| Црвена Звезда       | Итого            | Итого            | 35   | 0    | 0     | 0     | 2         | 0         | 37    | 0     |
| Маккаби (Тель-Авив) | I                | 2015/16          | 34   | 0    | 3     | 0     | 6         | 0         | 43    | 0     |
| Маккаби (Тель-Авив) | I                | 2016/17          | 35   | 0    | 8     | 0     | 14        | 0         | 57    | 0     |
| Маккаби (Тель-Авив) | I                | 2017/18          | 36   | 0    | 6     | 0     | 14        | 0         | 56    | 0     |
| Маккаби (Тель-Авив) | I                | 2018/19          | 31   | 0    | 7     | 0     | 8         | 0         | 46    | 0     |
| Маккаби (Тель-Авив) | Итого            | Итого            | 136  | 0    | 24    | 0     | 42        | 0         | 202   | 0     |
| Реймс               | I                | 2019/20          | 0    | 0    | 0     | 0     | 0         | 0         | 0     | 0     |
| Всего за карьеру    | Всего за карьеру | Всего за карьеру | 175  | 0    | 24    | 0     | 44        | 0         | 243   | 0     |

1. ↑  Лига чемпионов УЕФА, Лига Европы УЕФА.

### Матчи за сборную
| №  | Дата            | Оппонент   | Счёт | Пр. голы | Соревнование             |
| -- | --------------- | ---------- | ---- | -------- | ------------------------ |
| 1  | 14 августа 2013 | Колумбия   | 0:1  | 1        | Товарищеский матч        |
| 2  | 7 сентября 2015 | Франция    | 1:2  | 2        | Товарищеский матч        |
| 3  | 31 мая 2016     | Израиль    | 3:1  | 1        | Товарищеский матч        |
| 4  | 5 сентября 2016 | Ирландия   | 2:2  | 2        | Отборочные матчи ЧМ-2018 |
| 5  | 15 ноября 2016  | Украина    | 0:2  | 1        | Товарищеский матч        |
| 6  | 2 сентября 2017 | Молдова    | 3:0  | 0        | Отборочные матчи ЧМ-2018 |
| 7  | 10 ноября 2017  | Китай      | 2:0  | 0        | Товарищеский матч        |
| 8  | 9 июня 2018     | Боливия    | 5:1  | 0        | Товарищеский матч        |
| 9  | 14 октября 2018 | Румыния    | 0:0  | 0        | Лига наций УЕФА 2018/19  |
| 10 | 17 ноября 2018  | Черногория | 2:1  | 1        | Лига наций УЕФА 2018/19  |
| 11 | 20 ноября 2018  | Литва      | 4:1  | 1        | Лига наций УЕФА 2018/19  |

Итого: сыграно матчей: 11 / пропущено голов: 9 / «сухие» матчи: 4; победы: 6, ничьи: 2, поражения: 3.

## Достижения
«Ягодина»
- Обладатель Кубка Сербии: 2012/13

«Црвена Звезда»
- Чемпион Сербии: 2013/14

«Маккаби»
- Чемпион Израиля: 2018/19
- Обладатель Кубка Тото (2): 2017/18, 2018/19

Сборная Сербии (до 19 лет)
- Чемпион Европы среди юношей (до 19 лет): 2013

Сборная Сербии (до 20 лет)
- Чемпион мира среди молодёжи (до 20 лет): 2015

Личные
- Лучший молодой спортсмен Сербии: 2013[19]
- Включён в сборную чемпионата Европы среди юношей до 19 лет: 2013
- Лучший вратарь чемпионата мира среди молодёжи: 2015[15]
- Включён в сборную сезона чемпионата Сербии: 2014/15[20]